# Liste des forêts de la Terre du Milieu
Les forêts de la Terre du Milieu appartiennent au légendaire de l'écrivain britannique J. R. R. Tolkien.
Elles étaient autrefois gardées par des Ents. Elles sont constituées de hêtres, de châtaigniers, de chênes, d'huorns, de mellyrn (habitats des Elfes)…
- Haut – A
- B
- C
- D
- E
- F
- G
- H
- I
- J
- K
- L
- M
- N
- O
- P
- Q
- R
- S
- T
- U
- V
- W
- X
- Y
- Z

## B
- La Forêt de Bindbole est une forêt de la Comté aussi traduite sous le nom « Bois de Serretronc ».
- Le Bout des Bois est une forêt de la Comté.

## C
- Le bois de Chètes ou bois de Chet (Chetwood) s'étend au nord-est de Brie.

## D
- Dimholt (« bois obscur » en rohirique) est une forêt du Rohan.
- La forêt de Drúadan s'étend vers le versant septentrional des Montagnes Blanches. Dernier vestige des bois qui s'étendaient, au Second Âge, sur toute la région et qui furent abattus par les Gondoriens, elle constitue, au Troisième Âge, l'un des derniers havres des Drúedain.

## E
- L'Eryn Vorn (Le cap noir) est le reste de l'ancienne Forêt Noire, une forêt dense recouvrant la péninsule de l'Eriador méridionale. Formant la pointe occidentale de ce qui est devenu le Minhiriath, c'était à l'origine une partie de l'ancienne et vaste forêt qui couvrait la plupart du nord-ouest de la Terre du Milieu. Elle fut nommée ainsi que les premiers explorateurs de Númenor lors du Second Âge.
Tout au long des millénaires suivants, les paysages de Minhiriath au-delà de l'Eryn Vorn furent systématiquement déforestés par les Numénoréens dans leur projet de construction de navires en bois. La Forêt Noire fut ainsi presque complètement incendiée au cours de la guerre entre Sauron et les Elfes. À la fin de cette guerre en l'année 1700 du Second Âge, les natifs survivants se retirèrent soit au nord de Bree ou se cachèrent dans l'Eryn Vorn mais la totalité de la région fut par la suite ignorée par les Elfes et les Núménoréens.
Finalement, Eryn Vorn passa sous la domination d'Arnor après la destruction de Númenor à la fin du Second Âge et à partir de l'an 861 du Troisième Âge, la forêt Noire passa sous la domination formelle du Cardolan, l'un des trois États succédant à l'Arnor.
Le peuple du Cardolan fut presque entièrement dévasté par la Grande Peste quelques siècles plus tard et bien qu'il n'y ait aucune information quant à la virulence de la maladie en Eryn Vorn, il est probable que le cap resta peuplé tout au long de l'histoire. Bien qu'aucun établissent humain permanent n'ait existé à l'ouest de Bree à la fin du Troisième Âge, quelques chasseurs vivaient secrètement dans les bois de Minhiriath lors de la Guerre de l'Anneau. La Forêt Noire fut la seule région forestière du Minhiriath à être suffisamment grande pour se retrouver sur une carte et il est vraisemblable que la population secrète vivant dans l'Eryn Vorn étaient les descendants de ceux qui s'y cachèrent quatre siècles avant.

## F
- La Forêt de Fangorn
- La Forêt de Firien (Firienwood ou Firienholt) entoure l'Halifirien, le plus septentrional des feux d'alarme du Gondor.

## G
- La Forêt Grise (Grey Wood) est située au pied de l'Amon Dîn, sur le versant nord des Montagnes Blanches. L'armée des Rohirrim y est conduite par les Drúedain au cours de la guerre de l'Anneau.

## L
- La Lothlórien

## M
- Mirkwood : voir Forêt Noire.

## N
- Nan Elmoth est une forêt du Beleriand.
- Nan-tathren (« vallée des saules » en sindarin) est une forêt du sud du Beleriand.
- Neldoreth est une forêt du royaume de Doriath, elle en constitue le tiers nord-ouest, et est séparée de la forêt de Region par l'Esgalduin. La rivière Mindeb forme sa frontière ouest. C'est une forêt de hêtres, qui abrite l'Hírilorn où fut enfermée Lúthien.
- Nimbrethil (« bouleaux argentés » en sindarin[1]) est une forêt de l'Arvernien en Beleriand. Son bois servit à la construction du Vingilot, le navire d'Eärendil.
- Nivrim (« marche de l'ouest » en doriathrin) est une forêt de chênes située dans le royaume de Doriath.
- La Forêt Noire
- Le Bois de Núath est une forêt à l'ouest du Beleriand.

## R
- La forêt de Region est une forêt du royaume de Doriath, dont elle constitue la majeure partie.

## S
- Le bois de Serretronc est une forêt du Comté.

## T
- Taur-en-Faroth (« bois des chasseurs » en sindarin) est une forêt du Beleriand.

## V
- La Vieille Forêt